# Vincent Gédéon Henry de Cheusses
Vincent Gidéon Henry, marquis de Cheusses (ca. 1664 i La Rochelle – 3. november 1754 i Celle) var en fransk adelsmand og dansk officer.
Han var søn af Jacques Henry seigneur de Cheusses, de la Jarrie osv., gift med Renée de Lauzéré. familien Henry de Cheusses hørte til den kreds af adelige huguenotter, som under Christian V søgte tilflugt i Danmark. En slægtning og trosfælle af familien, markis Frédéric-Henri de Suzannet de La Forest, oprettede 1683 et rytterregiment i dansk tjeneste, og ved dette fik den 18-årige Henry de Cheusses bestalling som ritmester. Allerede 1685 opløstes regimentet; de Cheusses blev først «Fører» ved Drabantgarden og endnu samme år kammerjunker hos dronning Charlotte Amalie, de reformertes beskytterinde, hvis yndest han vandt i høj grad. 1689 blev han oberstløjtnant og gjorde 1690-92 tjeneste som sådan ved Jens Maltesen Sehesteds danske rytterregiment i Irland. Ved auxiliærtroppernes hjemmarch fra Flandern 1698 benyttedes han, der fik obersts karakter, som underhandler med de regeringer, hvis territorium måtte passeres. Frederik IV, der delte sin moders forkærlighed for de Cheusses, ansatte ham kort efter sin tronbestigelse som virkelig oberstløjtnant ved Livgarden til Hest, og han spillede nu en vis rolle ved hoffet. 1706 blev han brigader, og da kongen efter Niels Krabbes død 1708 erklærede sig selv for oberst over Hestgarden, fik de Cheusses den faktiske kommando. Allerede året efter afgik han dog som generalmajor og chef for 3. jyske rytterregiment til auxiliærkorpset i Flandern, hvor han bl.a. havde selvstændig kommando ved belejringen af Mons. 1711 blev han generalløjtnant, 1712 Ridder af Dannebrog.
Den høje stjerne, han havde haft hos kongen, var dog nu dalet, og da hans regiment var et af dem, der i foråret 1713 kaldtes hjem, fik han ordre til at stille sig under befaling af en tidligere
undermand, Frantz Joachim von Dewitz, og krænket herover tog de Cheusses sin afsked og har næppe senere haft fast ophold i Danmark.
Omtrent 1700 havde han ægtet Henriette Lucrèce van Aerssen van Sommelsdijk, datter af af oberst, guvernør i Surinam Cornelis van Aerssen van Sommelsdijck (1637-1688) og Margaretha du Puy Marquise de St. André Montbrun. Hans ældste søn var Frédéric de Cheusses, to andre blev guvernører i Hollandsk Guyana, den yngste var hannoveransk oberst; hos denne døde faderen i Celle 3. november 1754 i sit 90. år.